# Radicaal 176
Van de in totaal 214 Kangxi-radicalen heeft radicaal 176 de betekenis gezicht. Het is een van de elf radicalen die bestaat uit negen strepen.
In het Kangxi-woordenboek zijn er 66 karakters die dit radicaal gebruiken.

## Karakters met het radicaal 176

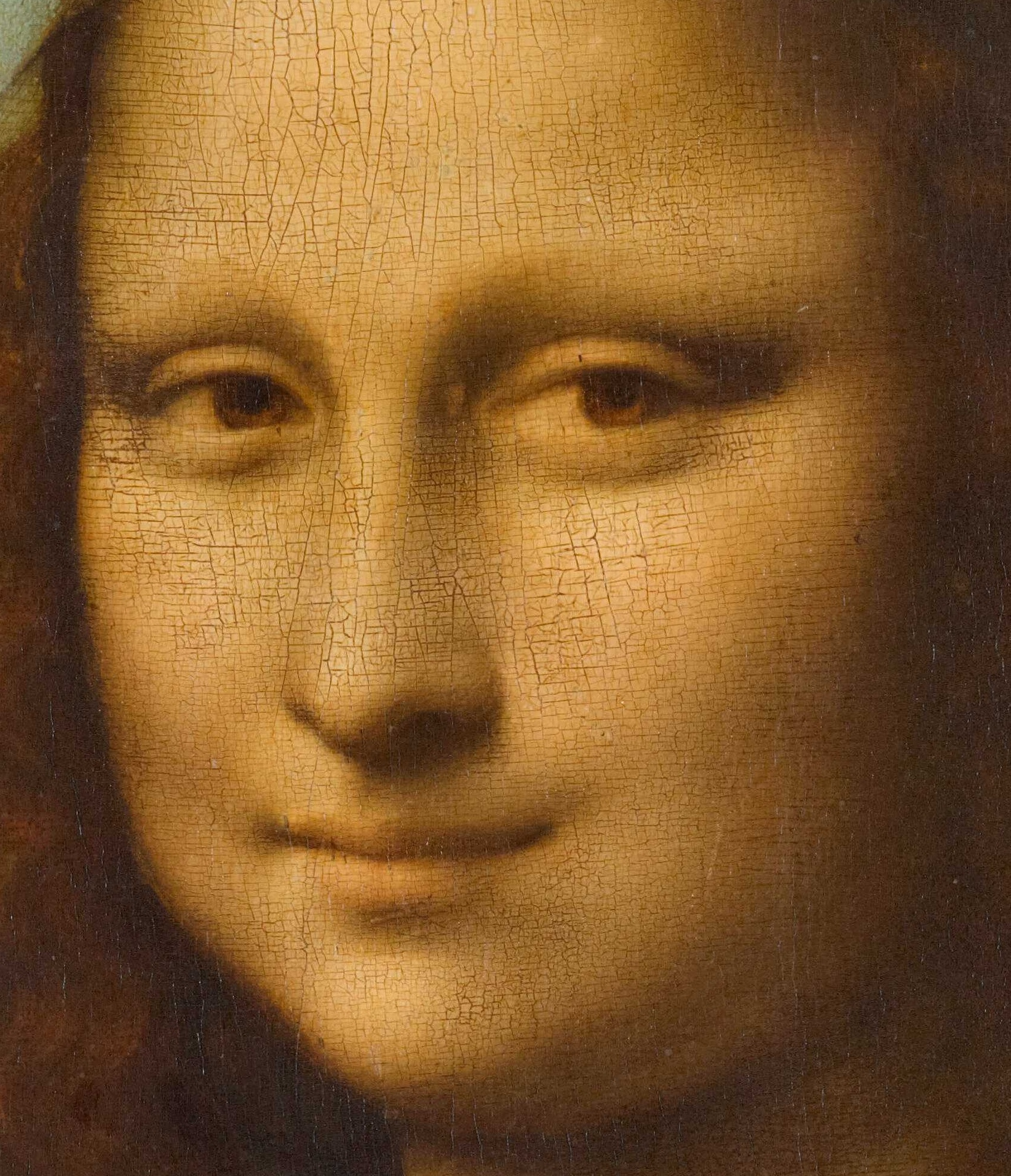
Het gezicht van Lenoardo da Vinci's Mona Lisa, een van de bekendste gezichten ter wereld.

| Strepen | Karakter |
| ------- | -------- |
| + 0     | 面 靣    |
| + 5     | 靤       |
| + 6     | 靥       |
| + 7     | 靥       |
| + 12    | 靥       |
| + 14    | 靨       |